# 트르사트

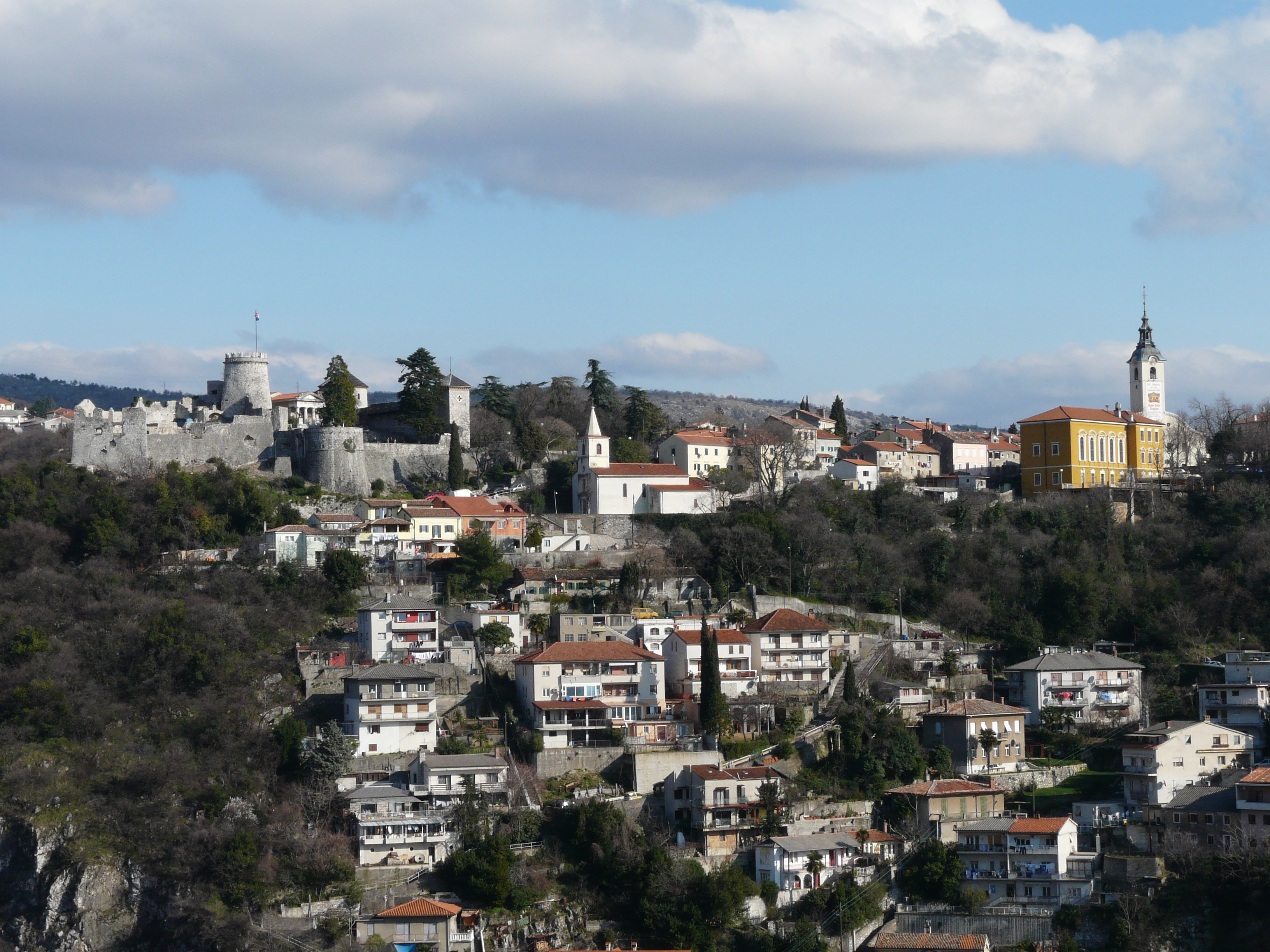
트르사트

트르사트(크로아티아어: Trsat)는 크로아티아 프리모레고르스키코타르주 리예카의 지역이다. 트르사트는 레치나강 협곡 위로 솟아오른 높이 138m의 가파른 언덕으로, 바다에서 약 1km 떨어져 있다. 초기부터 17세기까지 전략적으로 중요한 곳이었고, 오늘날에는 주요 기독교 순례지이며, 2003년 순례자로 트르사트를 방문한 교황 요한 바오로 2세의 동상이 있다.